# Joomla!
 (août 2020).
Joomla! est un système de gestion de contenu (en anglais CMS pour content management system) libre, open source et gratuit. Il est écrit en PHP et utilise une base de données MySQL. Joomla! inclut des fonctionnalités telles que des flux RSS, des news, une version imprimable des pages, des blogs, des sondages, des recherches. Joomla! est sous licence GNU GPL.
Joomla!, déformation du mot swahili Jumla, veut dire : «tous ensemble», en arabe Jumla « جملة » signifie «phrase», «en bloc» ou «en tout», en moré « restons unis ». Il est créé à partir du CMS Open Source Mambo en août 2005, à la suite des désaccords d'une majorité des développeurs open source avec la société propriétaire du nom de Mambo. Celle-ci, pour accroître sa notoriété, voulait utiliser ce nom pour le CMS propriétaire qu'elle développait en parallèle. La très grande majorité des utilisateurs a rapidement suivi le mouvement.

## Histoire
Joomla a vu le jour le 17 août 2005, à la suite d'un fork de Mambo par l'ensemble de ses principaux développeurs. À cette époque, le nom Mambo est une marque déposée par Miro International Pty. Ltd., qui a formé une fondation à but non lucratif avec l'objectif déclaré de financer le projet et de le protéger des poursuites. L'équipe de développement a fait valoir que de nombreuses dispositions de la Fondation allaient à l'encontre des accords antérieurs et contenaient des dispositions violant les valeurs open source fondamentales.
L'équipe de développement a créé le site web OpenSourceMatters pour communiquer avec les utilisateurs, développeurs, concepteurs de sites Web et la communauté en général. Le chef d'équipe de projet Andrew Eddie (alias "MasterChief") a écrit une lettre ouverte à la communauté, publiée sur la section des annonces du forum public sur mamboserver.com.
Un millier de personnes a rejoint le site opensourcematters.org en un seul jour, la plupart avec des messages d'encouragements et de soutien pour les actions de l'équipe de développement. Le site web a profité d'un effet slashdot et des articles de presse concernant l'événement sont apparus sur newsforge.com, eweek.com, et ZDnet.com. Miro (Peter Lamont) y a donné une réponse publique, dans un article intitulé « La controverse Mambo Open Source – 20 Questions Avec Miro. » 
Cet événement a suscité de vives réactions dans la communauté du logiciel libre. De nombreux messages pour et contre les actions des deux côtés ont rempli des forums de nombreux autres projets open source.
Dans les deux semaines suivant l'annonce d'Eddie, des équipes ont été réorganisées et la communauté a continué à croître. Avec le soutien de Eben Moglen et du Software Freedom Law Center (SFLC), l'équipe de base de Joomla! commence le projet en août 2005, ce que Moglen annonce sur son blog. Le SFLC continue à fournir des conseils juridiques à Joomla! Projet.
Le 1er septembre 2005, le nom du projet devient Joomla, qui est l'orthographe anglaise du mot arabe « جملة » signifiant « phrase », « en bloc » ou « lot ». Le 18 août 2005, Andrew Eddie fait un appel à la collectivité pour proposer d'autres noms et l'équipe de base indique qu'elle prendrait la décision finale, mais le nom n'a finalement pas été choisi parmi la liste des noms suggérés.
Le 7 septembre 2005, l'équipe principale fait appel à la communauté pour un logo, puis la communauté est invitée à voter sur le logo préféré. La décision de la communauté est communiquée le 22 septembre 2005. À la suite de la sélection de logo, des lignes directrices de marque, un manuel de marque, des logos-type et un ensemble de ressources sont publiés le 2 octobre 2005 pour l'usage des collectivités.
La première version de Joomla (Joomla! 1.0.0) a été annoncée le 16 septembre 2005. C'est une nouvelle version de Mambo 4.5.2.3 corrigeant certains bogues et apportant des améliorations, notamment au niveau de sécurité. Joomla! version 1.5 a été diffusé le 22 janvier 2008. Joomla a remporté l'Award de gestion de contenu Open Source en 2006 et 2007.
En mars 2008 la communauté francophone s'organise et l'AFUJ (Association Francophone des Utilisateurs de Joomla!) est créée. Son but est d'offrir à la communauté francophone les traductions et le support pour Joomla et d'organiser annuellement le JoomlaDay.
En 2015, une faille de sécurité est identifiée ; elle est corrigée tardivement, ce qui permet à des pirates de l'exploiter.

## Caractéristiques
Le paquet se compose de plusieurs parties, qui sont construites pour être le plus modulaire possible, ce qui permet des extensions et intégrations à faire facilement. Certaines extensions sont appelées « plugins » (antérieurement connues sous le nom de « Mambots »). Les plugins sont des extensions de fond qui donnent à Joomla de nouvelles fonctionnalités. Le WikiBot, par exemple, permet à l'auteur de contenu Joomla d'utiliser « Wikitags » dans ses articles Joomla qui vont créer des dynamiques d'auto-hyperliens vers des articles Wikipédia lorsqu'il est affiché. Il y a plus de 7 800 extensions pour Joomla disponibles via le Joomla! Extensions Directory , le répertoire officiel des extensions. Comme lorsqu'une modification est effectuée sur un site Internet, l'installation des plugins Joomla tels que Akeeba Backup ou EasyBlog se fait sur le back-end du système.
En plus des plugins, des extensions sont disponibles. Les « composants » permettent d'effectuer des tâches telles que la construction d'une communauté en expansion avec des fonctionnalités pour les utilisateurs, la sauvegarde d'un site web, traduire le contenu et créer des URL qui sont plus optimisés pour le référencement dans les moteurs de recherche. Certains modules permettent d'effectuer des tâches telles que l'affichage d'un calendrier ou un code personnalisé pour Google AdSense, etc. à insérer dans le code de base de Joomla.
Même s'il existe un nombre plus important d'extensions pour Joomla! 1.0 que pour la version 1.5, de nouvelles extensions compatibles avec cette dernière version sont désormais mises à disposition à un rythme remarquable. Certaines des extensions de la version 1.0 peuvent être utilisées avec la version 1.5 si Joomla est réglé sur le mode de compatibilité.
Joomla permet aux administrateurs de fixer les paramètres de configuration globaux qui affectent tous les articles. Chaque page est conforme à ces paramètres par défaut, mais une page peut avoir son propre réglage de chaque paramètre. Il est par exemple possible de choisir d'afficher l'article, l'auteur, cacher l'auteur, etc.

## Personnalisation
L'utilisateur de Joomla! peut, en plus des paramètres de configuration de base, le personnaliser sur plusieurs niveaux :
- au niveau du code de Joomla! : l'utilisateur qui a des connaissances en PHP peut aller mettre à jour le code suivant ses besoins ;
- du point de vue de l'affichage – notion de modèles (Web Template (en) en anglais) : Joomla! permet à l'utilisateur de créer son propre modèle en disposant les menus suivant son goût ;
- ajout de fonctionnalités : il se fait soit sous forme de modules, soit sous forme de composants, soit sous forme de plugins ;

## Mise à jour et cycles de support
Joomla! est développé en suivant le principe de la Gestion sémantique de version (2.0.0).

La convention d'identification d'une version de Joomla! suit trois niveaux numériques où chacun des niveaux est défini par la signification d'un changement apporté au logiciel : major.minor.patch

Ces 3 niveaux sont définis comme suit :
- Un passage à un niveau supérieur de la version major (majeure) indique une rupture de compatibilité descendante.
- Un passage à un niveau supérieur de la version minor (mineure) indique l'ajout de nouvelles fonctionnalités ou un changement substantiel pour une fonctionnalité existante.
- Un passage à un niveau supérieur de la version patch (correctif) indique que des anomalies ont été corrigées.

## Récompenses
- 2005 Linux & Open Source Awards in London Best - Linux / Open Source Project[6]
- 2006 Packt Open Source Awards [1] - Best Open Source CMS[7]
- 2006 UK Linux & Open Source Awards - Best Linux / Open Source Project - Joomla! Wins Again at UK LinuxWorld[8]
- 2007 Packt Open Source Awards - Best PHP Open Source CMS[9]
- 2008 Packt Open Source Awards - Open Source CMS Most Valued Person - Personal award Johan Janssens[10]
- 2008 Packt Open Source Awards - 1st Runner-up Best Open Source CMS[11]
- 2008 Packt Open Source Awards - 1st Runner-up Best Overall Open Source CMS[11]
- 2009 Packt Open Source Awards - Open Source CMS Most Valued Person - Personal award Louis Landry[12]
- 2009 Packt Open Source Awards - 1st Runner-up Packt Hall of Fame CMS[13]
- 2009 Packt Open Source Awards - 2nd Runner-up Best Open Source CMS[13]
- 2010 Packt Open Source Awards - 2nd Runner-up Hall of Fame CMS[14]
- 2011 Packt Open Source Awards - Best Open Source CMS[15]
- 2012 Infoworld Bossie Awards - Best Open Source Application[16]
- 2014 CMS Critic People's Choice Awards - Best Open Source PHP CMS[17]
- 2015 CMS Critic People's Choice Awards - Best Free CMS[18]
- 2016 CMS Critic People's Choice Awards - Best Free CMS[19]
- 2017 CMS Critic People's Choice Awards - Best Free CMS[19]
- 2018 CMS Critic People's Choice Awards - Best Free CMS[19]
- 2019 CMS Critic People's Choice Awards - Best Free CMS[19]
- 2021 CMS Critic People's Choice Awards - Best Free CMS & Best Open Source CMS[20]